# Abraham Moritz Warburg
Abraham Moritz Warburg (Hamburg (Alemanya), 1866 - ibídem, 1929), més conegut com a Aby Warburg, fou un historiador de l'art, cèlebre pels seus estudis sobre el ressorgiment del paganisme en el Renaixement italià. El seu treball ha servit per a llançar les bases de la iconografia.
Es descriu ell mateix com:
Amburghese di cuore, ebreo di sangue, d'anima Fiorentino
(Hamburguès de cor, jueu de sang, florentí d'esperit)

## Vida
Va néixer en una família de banquers alemanys jueus. En ser el fill primogènit de Max Warburg, li corresponia fer-se càrrec de la fortuna familiar, però va declinar en el seu germà Max la responsabilitat que això implicava, assegurant-se abans però la disponibilitat econòmica necessària per als seus estudis i investigacions. Va estudiar filosofia, història i religió en universitats alemanyes, franceses i italianes. Tot i que va tractar, en general, el problema de la transmissió de la iconografia antiga a la cultura europea moderna, "el retorn a la vida de l'antic", com ell mateix deia, es va dedicar principalment a l'estudi del Renaixement italià, i a la comprovació de la tesi que un paganisme de caràcter dionisíac havia renascut en aquest període de la història de l'art. Així mateix, es va interessar per les relacions entre el pensament màgic i el pensament racional. El 1896 va viatjar als Estats Units, on va romandre durant sis mesos entre els indis pueblo, hopi i navaho. D'aquesta expedició, només consten alguns treballs tòpics que presentarà en clubs de fotografia i que no tindran un gran ressò. El 1909, va començar a organitzar la Biblioteca Warburg (futur Institut Warburg), amb la intenció que funcionés tant com a ubicació de la seva col·lecció privada com per a l'educació pública, però la Primera Guerra Mundial i el seu ingrés a la clínica psiquiàtrica Ludwig Binswanger de Kreuzlingen, a Suïssa, entre el 1918 i 1923, van retardar-ne l'obertura fins al 1926.

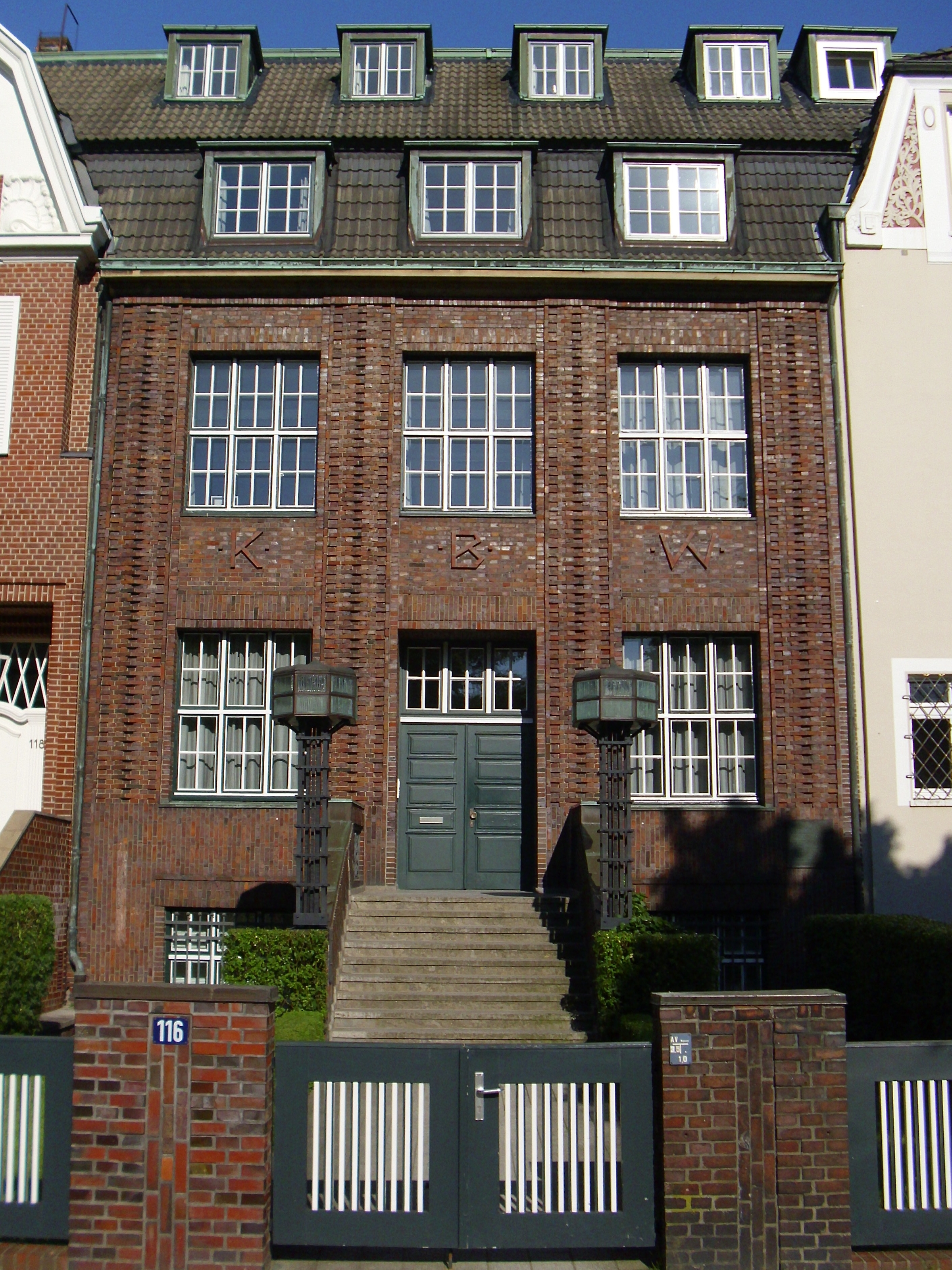
Casa Warburg a Eppendorf, Hamburg

Les seves obres completes es recullen en diversos volums, però el seu projecte més ambiciós, denominat Atlas Mnemosyne, està constituït per una col·lecció d'imatges amb cap o escàs text, amb les que pretenia narrar la història de la memòria de la civilització europea.
El seu pensament va estar àmpliament influenciat per Friedrich Nietzsche, i al seu torn, Warburg va influenciar l'obra d'Erwin Panofsky, Ernst Gombrich, Frances Yates, Edgar Wind, Walter Benjamin i Ernst Robert Curtius, entre d'altres.
Va morir a Hamburg el 26 d'octubre de 1929, a causa d'un infart i fou enterrar al cementiri d'Ohlsdorf. Davant l'ascens al poder del nazisme, Fritz Saxl (jove historiador d'art que havia dut a efecte l'organització de l'Institut des de 1913), va poder traslladar els 60.000 volums que per aquell temps formaven la biblioteca de Warburg fins a la seva actual seu en la Woburn Square de Londres, gràcies al suport del govern britànic. A partir de mitjans dels anys 1980s el seu pensament es va tornar a posar en valor. El 1993 el govern de la ciutat d'Hamburg va fundar en el seu honor un segon Institut Warburg.